# Ernesto II di Brunswick-Lüneburg
Ernesto di Brunswick-Lüneburg (Celle, 31 dicembre 1564 – Celle, 2 marzo 1611) fu duca di Brunswick-Lüneburg dal 1564 al 1611 e principe di Lüneburg dal 1592 al 1611.

## Biografia
Era il secondogenito e primo figlio maschio del duca di Brunswick-Lüneburg Guglielmo e della principessa Dorotea di Danimarca.
Dopo aver studiato a Wittenberg, Lipsia e Strasburgo dovette far ritorno a Celle a causa di un peggioramento della salute di suo padre.
Nel 1592, dopo la morte del padre, assunse il governo del ducato. Inizialmente pattuì con il fratello Cristiano e la nobiltà di governare per otto anni. Successivamente stipulò un ulteriore accordo grazie al quale rimase in carica fino alla morte.
Il principale obiettivo del suo governo fu quello di risanare le finanze dello Stato e della famiglia, l'uno e l'altra pesantemente indebitati a seguito del governo del padre. Degno di menzione è il trattato della famiglia Celle da lui concluso nel 1610 con cui venne sancita l'indivisibilità del principato e che l'imperatore Mattia confermò nel 1612.

## Ascendenza
|                                            |                         |                                   | Genitori                          |  |  | Nonni |  |  | Bisnonni                     |  |  | Trisnonni                      |  |
|                                            |                         |                                   |                                   |  |  |       |  |  | Enrico di Brunswick-Lüneburg |  |  | Ottone V di Brunswick-Lüneburg |  |
|                                            |                         |                                   |                                   |  |  |       |  |  | Enrico di Brunswick-Lüneburg |  |  | Ottone V di Brunswick-Lüneburg |  |
|                                            |                         | Anna di Nassau                    |                                   |  |  |       |  |  | Enrico di Brunswick-Lüneburg |  |  |                                |  |
| Ernesto I di Brunswick-Lüneburg            |                         |                                   |                                   |  |  |       |  |  | Enrico di Brunswick-Lüneburg |  |  |                                |  |
|                                            |                         | Margherita di Sassonia            | Ernesto di Sassonia               |  |  |       |  |  |                              |  |  |                                |  |
|                                            |                         | Margherita di Sassonia            | Ernesto di Sassonia               |  |  |       |  |  |                              |  |  |                                |  |
|                                            |                         | Margherita di Sassonia            | Elisabetta di Baviera             |  |  |       |  |  |                              |  |  |                                |  |
| Guglielmo il Giovane di Brunswick-Lüneburg |                         | Margherita di Sassonia            |                                   |  |  |       |  |  |                              |  |  |                                |  |
|                                            |                         | Enrico V di Meclemburgo-Schwerin  | Magnus II di Meclemburgo-Schwerin |  |  |       |  |  |                              |  |  |                                |  |
|                                            |                         | Enrico V di Meclemburgo-Schwerin  | Magnus II di Meclemburgo-Schwerin |  |  |       |  |  |                              |  |  |                                |  |
|                                            |                         | Enrico V di Meclemburgo-Schwerin  | Sofia di Pomerania-Wolgast        |  |  |       |  |  |                              |  |  |                                |  |
| Sofia di Meclemburgo-Schwerin              |                         | Enrico V di Meclemburgo-Schwerin  |                                   |  |  |       |  |  |                              |  |  |                                |  |
|                                            |                         | Ursula del Brandeburgo            | Giovanni I di Brandeburgo         |  |  |       |  |  |                              |  |  |                                |  |
|                                            |                         | Ursula del Brandeburgo            | Giovanni I di Brandeburgo         |  |  |       |  |  |                              |  |  |                                |  |
|                                            |                         | Ursula del Brandeburgo            | Margherita di Sassonia            |  |  |       |  |  |                              |  |  |                                |  |
| Ernesto II di Brunswick-Lüneburg           |                         | Ursula del Brandeburgo            |                                   |  |  |       |  |  |                              |  |  |                                |  |
|                                            | Federico I di Danimarca | Cristiano I di Danimarca          |                                   |  |  |       |  |  |                              |  |  |                                |  |
|                                            | Federico I di Danimarca | Cristiano I di Danimarca          |                                   |  |  |       |  |  |                              |  |  |                                |  |
|                                            | Federico I di Danimarca | Dorotea di Brandeburgo-Kulmbach   |                                   |  |  |       |  |  |                              |  |  |                                |  |
| Cristiano III di Danimarca                 | Federico I di Danimarca |                                   |                                   |  |  |       |  |  |                              |  |  |                                |  |
|                                            |                         | Anna del Brandeburgo              | Giovanni I di Brandeburgo         |  |  |       |  |  |                              |  |  |                                |  |
|                                            |                         | Anna del Brandeburgo              | Giovanni I di Brandeburgo         |  |  |       |  |  |                              |  |  |                                |  |
|                                            |                         | Anna del Brandeburgo              | Margherita di Sassonia            |  |  |       |  |  |                              |  |  |                                |  |
| Dorothea di Danimarca                      |                         | Anna del Brandeburgo              |                                   |  |  |       |  |  |                              |  |  |                                |  |
|                                            |                         | Magnus I di Sassonia-Lauenburg    | Giovanni V di Sassonia-Lauenburg  |  |  |       |  |  |                              |  |  |                                |  |
|                                            |                         | Magnus I di Sassonia-Lauenburg    | Giovanni V di Sassonia-Lauenburg  |  |  |       |  |  |                              |  |  |                                |  |
|                                            |                         | Magnus I di Sassonia-Lauenburg    | Dorotea di Hohenzollern           |  |  |       |  |  |                              |  |  |                                |  |
| Dorotea di Sassonia-Lauenburg              |                         | Magnus I di Sassonia-Lauenburg    |                                   |  |  |       |  |  |                              |  |  |                                |  |
|                                            |                         | Caterina di Braunschweig-Lüneburg | Enrico IV di Brunswick-Lüneburg   |  |  |       |  |  |                              |  |  |                                |  |
|                                            |                         | Caterina di Braunschweig-Lüneburg | Enrico IV di Brunswick-Lüneburg   |  |  |       |  |  |                              |  |  |                                |  |
|                                            |                         | Caterina di Braunschweig-Lüneburg | Caterina di Pomerania-Wolgast     |  |  |       |  |  |                              |  |  |                                |  |
|                                            |                         | Caterina di Braunschweig-Lüneburg |                                   |  |  |       |  |  |                              |  |  |                                |  |